# Pohřebiště ve Znojmě-Hradišti
Pohřebiště ve Znojmě – Hradišti je slovanské kostrové pohřebiště přibližně z devátého a desátého století, které přináleželo ke zdejšímu slovanskému výšinnému hradišti a které je od roku 2007 intenzivně zkoumáno Bohuslavem Klímou ml. z brněnské Pedagogické fakulty Masarykovy univerzity ve spolupráci s Přírodovědeckou fakultou MU.

## Hledání pohřebiště
V prostoru zdejší velkomoravské pevnosti, na jejímž místě se dnes nachází znojemská místní část Hradiště (dříve Hradiště sv. Hypolita, něm. Pöltenberg) pátral po rozsáhlejším pohřebišti zařaditelném do období Velkomoravské říše již F. Kalousek během svých výzkumů v letech 1949–1957. V těchto letech se však pohřebiště ze středohradištního období, které ke zdejšímu rozsáhlému hradišti nutně muselo patřit, nalézt nepodařilo. F. Kalousek však prozkoumal mimo jiné část kostelního hřbitova v těsném sousedství dnešního chrámu sv. Hypolita, přičemž nejstarší zde objevené hroby byly zařazeny do mladší doby hradištní, tedy do 11. století (nejmladší spadaly do 17. století, přičemž nebylo prokázáno kontinuální pohřbívání v celém tomto období). Výsledky z Kalouskova výzkumu kostelního hřbitova publikoval v roce 1966 německy B. Dostál, přičemž již tehdy připustil (díky ojedinělým nálezům zařaditelným do středohradištního období), že tu „není vyloučeno pohřbívání i v době velkomoravské“.
Po obnovení soustavných archeologických výzkumů na lokalitě Znojmo-Hradiště v roce 1986 Bohuslavem Klímou ml. bylo v roce 1997 přikročeno k výzkumu další části bývalého hřbitova u kostela sv. Hypolita, v místech mimo plochu prozkoumanou Kalouskem. Nový výzkum odkryl kromě malé části základů rotundy, která tvoří zřejmě nejstarší stavební fázi chrámu sv. Hypolita, také mnoho hrobů v několika horizontech, z nichž nejspodnější a nejstarší je některými nálezy spolehlivě datován do 9. století.

## Objev pohřebiště
I přes objev pohřebiště v okolí kostela sv. Hypolita (a několika osamocených hrobů roztroušených po celé opevněné ploše hradiště) existovala domněnka, že v nevelké vzdálenosti od hradiště musí existovat ještě další nekropole, neboť ta dosud rozpoznaná by pro pohřbívání všech zesnulých z tak rozsáhlé osídlené plochy nestačila.
K objevu tohoto dalšího pohřebiště došlo na podzim roku 2007 při stavbě rodinného domu na západním okraji Znojma – Hradiště, mimo vlastní opevněnou plochu původní slovanské pevnosti. Pohřebiště se rozkládá pod vrcholovou osou táhlého návrší, směřujícího přibližně od západu k východu, konkrétně na jeho skloněné jižní a jihovýchodní straně, kde se postupně ukládaly spraše pleistocenního stáří, které tak vytvořily dostatečně silnou vrstvu materiálu vhodného pro hloubení hrobů. Pro výběr tohoto místa hovořila nejspíše také náboženská hlediska starých Slovanů – jižní sklon terénu vystavoval nekropoli co nejvíce slunečnímu svitu, jemuž Slované přisuzovali očistné účinky.

## Popis objevených hrobů
Na pohřebišti se do roku 2010 podařilo odkrýt kolem tří set kostrových hrobů, několik objektů interpretovatelných jako žárové hroby a dále pozůstatky tří zřejmě kultovních objektů (mělká kruhovitá zahloubení s mísovitým dnem) zřejmě časově shodných s pohřebištěm (okolní hroby je přísně respektují). Výplň těchto objektů obsahovala vedle uhlíků také střepy velkomoravské keramiky. Jako jedno z možných vysvětlení jejich účelu se nabízí drobné shromaždiště a pietní místo pro pozůstalé.
Odkryté hrobové jámy vykazovaly půdorysné tvary většinou pravidelného obdélníka s mírně zaoblenými rohy a kolmými stěnami. Většina zesnulých byla pohřbena jednotlivě, v natažené poloze na zádech, s hlavou směřující k západu. Různě velké odchylky od směru západ – východ u drtivé většiny hrobů, které jsou charakteristické pro všechna pohřebiště z tohoto období, jsou přítomné i ve Znojmě – Hradišti. Bývají vysvětlovány různě.
Ve Znojmě – Hradišti se vyskytlo také několik vysloveně atypických pohřbů, a to jak v poloze těla (např. na levém boku s pokrčenými koleny, v natažené poloze na zádech aj.), tak ve směřování hrobové jámy (hlava k severu, k jihu nebo k východu). Nalezeno bylo i několik dvojhrobů (dospělý a dítě i dva dospělí jedinci) a výjimečně i pohřeb tří jedinců.
Téměř všechny nalezené hroby se vzájemně respektovaly, přičemž u některých se podařilo zjistit stopy po dřevěných kůlech v rozích či stěnách hrobových jam, často za hlavou pohřbeného. Ty mohly původně označovat hrob. V některých hrobech byly nalezeny pozůstatky zřejmě celodřevěných beden, v nichž bylo zřejmě uloženo tělo zesnulého. V jiných případech zase byla nalezena zuhelnatělé pozůstatky prken, která byla umístěna pod hlavu zemřelých. Další hroby obsahovaly na pohřebišti jinak nepřítomné kameny, a to jak kolem těla zesnulého, tak v různé hloubce zásypu. Zaznamenán byl i výskyt keramických střepů zřejmě záměrně uložených v blízkosti těla pohřbeného.

## Hrobová výbava
Většina nalezených hrobů obsahovala hrobovou výbavu, která je zařazuje do druhé poloviny 9. století a počátku století desátého. Mezi nalezenými předměty figurují jednak předměty denní potřeby – železné nože, břitvy, ocílky, křesadla, keramické přesleny, a jednak šperky a ozdoby – různé typy bronzových a stříbrných náušnic (někdy pozlacených), bronzové prsteny, gombíky kovové i skleněné, bronzové rolničky a skleněné korály. Dále byly nalezeny zbraně a výbava bojovníků – hrot kopí, bojové sekery, hroty šípů, ostruhy, přezky opasku, kování, dřevěná kovaná vědra (pro napájení koně), a další předměty (např. železný srp). Důležitou součástí výbavy byly také předměty související s kultem a vírou v posmrtný život – pozůstatky masité potravy, keramické nádoby zřejmě naplněné kašovitou či jinou stravou a skořápky slepičích vajec, která však nezbytně nemusela sloužit jako potrava.

## Antropologický výzkum a zkoumání DNA
Během výzkumné sezóny v roce 2009 prováděli na pohřebišti ve Znojmě – Hradišti výzkumníci z Přírodovědecké fakulty Masarykovy univerzity odběr vzorků pro laboratorní zkoumání mitochondriální DNA. Pracovníci i studenti této fakulty se na výzkumu podílejí také v dalších směrech, např. rekonstrukcí podoby některých zde pohřbených jedinců.